# ラディウス (企業)
ラディウス株式会社 (radius co., ltd.) は、日本の音響機器・携帯電話周辺機器・コンピュータ周辺機器メーカー。本社は、東京都中央区銀座に所在する。

## 概要・歴史
2021年現在は、主にイヤホン、アンプ、音響関係モバイルアプリケーション、音響関係周辺機器、スマートフォン周辺機器の開発、製造を行っている。かつては、コンピュータ周辺機器（ディスプレイ、ビデオカード）、Macintosh互換機の開発、製造も行っていた。
1986年にアメリカ合衆国カリフォルニア州サニーベールで設立されたラディウス社 (radius .inc) を源流とする。当時のApple Computer（現：Apple）の幹部によって設立された。当初は、Apple Computerの製品であるMacintoshのアプリケーションソフトウェアや周辺機器の開発、販売を行っていた。1991年に日本法人を設立。1996年3月に、現在の代表取締役の香田進が日本法人を買収し、アメリカ法人から独立。なお、アメリカのラディウス社は、2001年にデジタル・オリジン社（Digital Origin Inc.）へと社名を変更している。
2006年に、iPod用周辺機器の販売を開始し、オーディオ分野に進出する。翌2007年には、真空管式アンプの販売を開始し、高級オーディオ分野にも進出した。2009年に、2枚の振動板を搭載したイヤホンを世界で初めて実用化し販売開始。2011年に中国法人・东莞来思影音科技公司（radius (China) Co,. Ltd.）を設立している。2015年にハイレゾリューションオーディオに対応したイヤホンの販売を開始。また、同年には日本オーディオ協会に加盟した。

## 関連企業
- 东莞来思影音科技公司 (radius (China) Co,. Ltd.) ：中華人民共和国広東省東莞市に所在する中国法人。